# ExpressCard

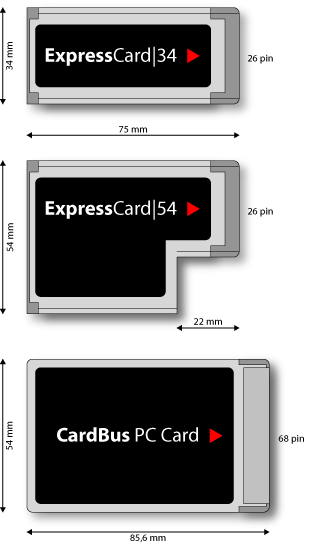
ExpressCards與之前的CardBus、PC Card的比較圖

ExpressCard是一種取代CardBus的硬體標準，是一種用於周邊裝置的擴充介面，它與PC Card一樣都是由PCMCIA機構所發展，ExpressCard介面的總線部分可用USB或PCI Express等介面與（資訊）裝置本體相連。至於要使用USB抑或PCI Express介面來相連則由硬體設計師依據應用的需求與場合來決定。ExpressCard也與過往的CardBus、PC Card相同，皆具有熱插拔的機制功效。

## 總線介面與頻寬
- 480Mb/s（USB 2.0）
- 1.6Gb/s（PCI Express 1.0）
- 3.2Gb/s（PCI Express 2.0或USB 3.0）（ExpressCard 2.0）

## 構型、外觀
ExpressCard在設計時有兩種外型選擇，分別是ExpressCard/34（34mm的卡寬）與ExpressCard/54（54mm的卡寬，卡形為L狀），雖然外型有兩種，但介面連接（連接器）的部分依舊是一種，即是34mm寬的接槽介面。

## 與CardBus的比較
ExpressCard在諸多特點功效上都超越之前的CardBus，不過最主要也最顯著的超越效益是在傳輸頻寬方面，ExpressCard的最大傳輸率可達400MB/s，相對的CardBus的最大傳輸率則為133MB/s。
ExpressCard之所以能有如此高幅度的傳輸率提升，其實得歸功於PCI Express x1（Lane，傳輸巷）或USB 2.0/USB 3.0高速介面，ExpressCard原生性地採用此兩種介面（主要是PCI Express），相對的CardBus採行的是標準PCI介面，而往未來看電腦資訊系統將逐漸採行PCI Express與USB 2.0和USB 3.0介面並逐漸棄捨PCI介面。
此外，ExpressCard也比CardBus更講究節能省電，CardBus所用的運作電壓（或稱：工作電壓）範疇為3.3V—5.0V，相對的ExpressCard則是1.5V—3.3V，一般而言愈低的運作電壓愈能夠減少功率消耗（簡稱：功耗）。

## 首批採用
以下是較先採行同時也較具代表性的ExpressCard採行業者及其產品：
- 索尼公司2006年推出的商务旗舰笔记本sz系列同时搭载了pc card和express card接口

- 惠普公司於2004年11月推出的新款笔记本电脑：HP Pavilion zd8000。報導（页面存档备份，存于）（英文）

- 聯想集團於2005年5月發表的旗艦級筆記型電腦：ThinkPad。

- 戴爾電腦在Precision、Inspiron、Latitude等筆記型電腦產品線的新款機種。

- 蘋果電腦於2006年1月推出的MacBook Pro具備一個ExpressCard/34介面槽。

- 華碩電腦發表的V6J型筆記型電腦也改以ExpressCard取代CardBus/PC Card。

- 富士通-西門子電腦於2006年6月推出的AMILO Pi 1536/7型具備一個ExpressCard/54接槽。

從2005年3月德國漢諾威的CeBIT國際電腦貿易展開始，有更多的產品裝置應用與採行ExpressCard技術及介面。

## 外部連結
- ExpressCard官方網站（英文）
  - ExpressCard的新聞剪報（英文）
- PCMCIA機構預測：2007年下半年開始ExpressCard將會廣泛採用（页面存档备份，存于）（英文）